# Castello di Aspelt
Il Castello di Aspelt (in francese Château d'Aspelt, in lussemburghese Schlass Uespelt) è un castello situato presso Frisange in Lussemburgo.

## Storia
Le origini del castello sembrano risalire a prima del 1100, quando fu costruito un castello fortificato con un fossato, probabilmente su rovine romane. La prima menzione scritta del castello si trova nelle cronache di Echternach di Theoderich von Wied del 1132. Secondo alcune fonti, Pietro di Aspelt, arcivescovo e principe elettore di Magonza nel XIII secolo, ne sarebbe originario. Le fondamenta delle grandi torri gotiche risalgono probabilmente al XIV secolo, mentre l'edificio attuale fu completato nel 1590 a seguito delle trasformazioni effettuate dalle famiglie Ruelle, Kempt e Burthé. Nel 1777, i Martiny ampliarono il palazzo costruendo una nuova ala.
In considerazione dello stato critico di una parte delle strutture portanti del castello, il comune di Frisange ha deciso di avviare i lavori di restauro del castello a partire dal 2010.

## Descrizione
Il castello sorge nella località di Aspelt, nel comune di Frisange.

## Galleria d'immagini

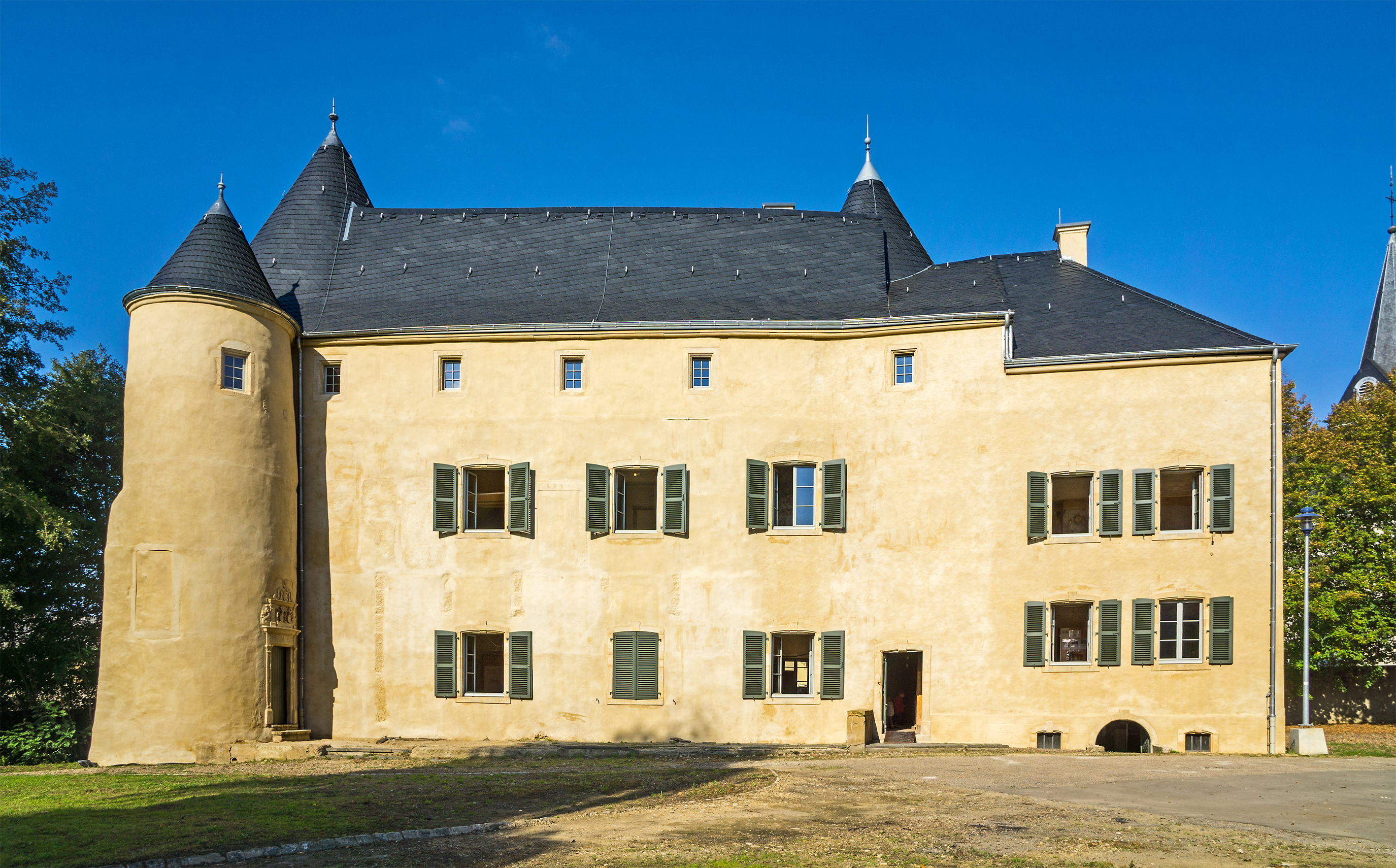
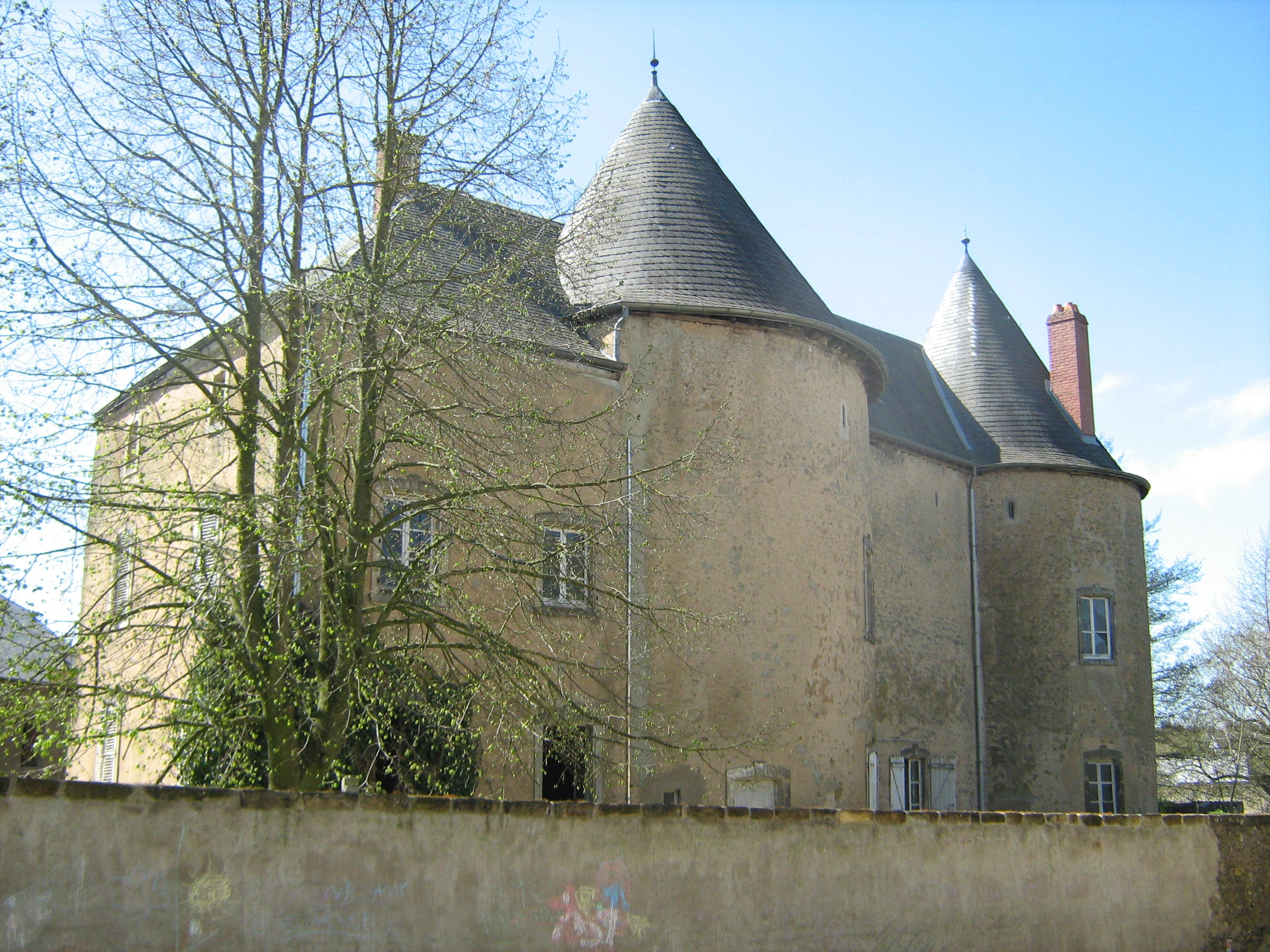
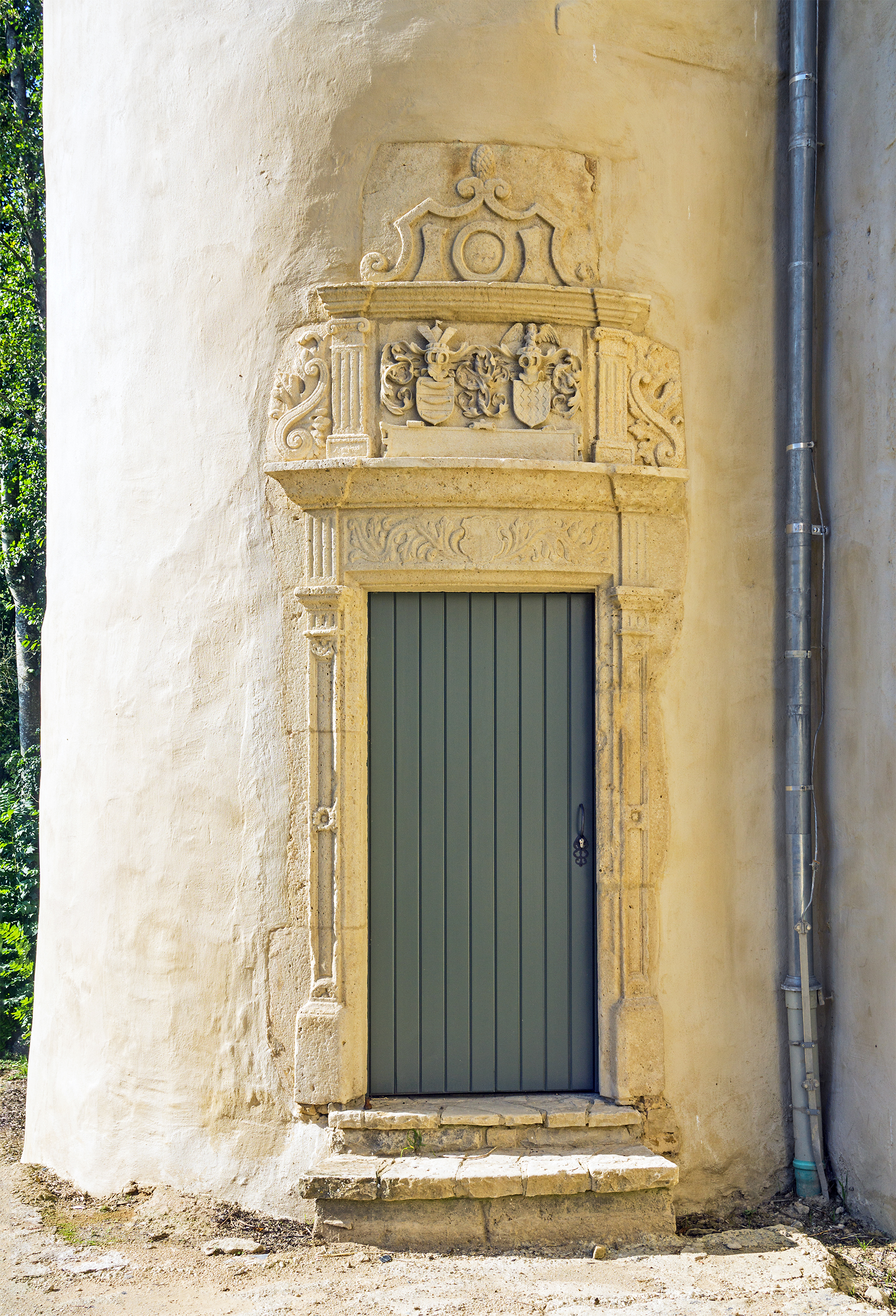